# Max-Planck-Diät
Die Max-Planck-Diät, auch Diät-Plan vom Max-Planck-Institut für Ernährung oder Max-Planck-Diätplan ist eine Diät, die seit etwa 1986 kursiert und über Internetseiten und früher in Kopien weiterverbreitet wurde. Entgegen dem Namen hat die Max-Planck-Gesellschaft 2001 erklärt, dass weder sie noch eines ihrer Institute etwas mit dieser Diät zu tun haben. Ein Max-Planck-Institut für Ernährung etwa habe es nie gegeben. Der Urheber sei nicht zu ermitteln gewesen. Vermutlich sei die Diät als Aprilscherz in die Welt gesetzt worden.
Die Max-Planck-Gesellschaft rät „entschieden davon ab, diese Diät anzuwenden“, da eine „medizinisch-wissenschaftliche Herleitung dieser Diät nicht erkennbar“ sei. Die „Max-Planck-Diät“ ist in zahlreichen Seiten im Internet zu finden; nach fitkult.de gehört sie „zu den bekannteren Diäten“. Mit einem fest geplanten Ernährungsplan, der über 14 Tage durchgehalten werden muss, soll man 9 Kilogramm abnehmen und danach – durch eine angebliche „Stoffwechselumstellung“ – auch nicht wieder zunehmen. Die Diät ist dabei sehr einseitig eiweißlastig und enthält nur wenig Kohlenhydrate.